# HYPER SUNDAY SUPER TELEPHONE REQUEST
HYPER SUNDAY SUPER TELEPHONE REQUEST（ハイパーサンデー・スーパーテレフォンリクエスト）は、CROSS FMで放送されていた生放送ラジオ番組。
1993年9月（開局時）から2003年3月まで放送していた。主に日曜日の21:00～24:00前後に編成されていた。

## 概歴
CROSS FMの開局時から約10年近く続いたリクエスト番組で、同局の看板番組のひとつであった。開始当初は中島ヒロトがナビゲーターを務めており、音楽番組色の強い内容となっていた。
その後1995年に中島に代わり、同局初の試みとして、当時人気が急上昇していた吉本興業福岡事務所所属のお笑いタレントだったおタコ・プー（当時）が2代目が起用された。担当当初は局のイメージに合わせ、タイムテーブルの担当ナビゲーターの表記が「OH!TACOPOO」という表記となっていたが、後に通常の表記に戻った。
この頃から番組はバラエティ色が強くなり、リクエスト曲をオンエアする合間にネタコーナーが開設されたり、また、おタコの先輩・後輩問わず、福岡吉本の芸人が代わる代わる出入りするようにもなっていった。
その後、おタコが「プー&ムー」のコンビ活動に重きを置くことになり、2002年より後輩であるパタパタママが3代目を務めたが、2003年春の大型改編に伴い番組終了。パタパタママは、後番組の『CROSS SUPER SUNDAY』も2005年3月まで続投した。

## ナビゲーター
- 中島ヒロト（1993年9月～1995年3月）
- おタコ・プー（1995年4月～2002年3月）
- パタパタママ（2002年4月～2003年3月）